# Monte Fiocca
Il monte Fiocca è una montagna delle Alpi Apuane, alta 1711 metri sul livello del mare, situata sul crinale che si distacca lateralmente verso est, al passo Sella, rispetto alla dorsale principale della catena. Si trova a ovest della penna di Sumbra, dalla quale è separata dal passo Fiocca, alto 1550 metri sul livello del mare,  ed a sud-est del monte Sella.
Il monte Fiocca è accessibile dal rifugio A. Puliti, a quota 1013 metri sul livello del mare, poco sopra il paese di Arni e di proprietà della Sezione del Club Alpino Italiano di Pietrasanta. Dal rifugio si sale per un sentiero al Passo Sella, si segue quindi una cresta erbosa e, superato un breve salto roccioso, si giunge alla cima dalla quale si ammira un vasto panorama a 360 gradi sulle vicine cime delle Alpi Apuane: penna di Sumbra, monte Sella, monte Alto di Sella, monte Corchia e gruppo delle Panie.